# Valjevo
Valjevo  (tiếng Serbia: Ваљево) là một thành phố và khu tự quản ở phía tây Serbia, cách thủ đô Beograd 100 km. Thành phố Valjevo có diện tích 905 km2, dân số là người  (theo điều tra dân số Serbia năm 2002) còn dân số cả khu tự quản là 96.761 người trong đó có 61.270 người sinh sống ở thành thị.  Đây là thủ phủ hành chính của quận Kolubara. Thành phố nằm dọc theo sông Kolubara, một chi lưu của sông Sava.

## Khí hậu
| Dữ liệu khí hậu của Valjevo (1981–2010, cực độ 1961–2010) | Dữ liệu khí hậu của Valjevo (1981–2010, cực độ 1961–2010) | Dữ liệu khí hậu của Valjevo (1981–2010, cực độ 1961–2010) | Dữ liệu khí hậu của Valjevo (1981–2010, cực độ 1961–2010) | Dữ liệu khí hậu của Valjevo (1981–2010, cực độ 1961–2010) | Dữ liệu khí hậu của Valjevo (1981–2010, cực độ 1961–2010) | Dữ liệu khí hậu của Valjevo (1981–2010, cực độ 1961–2010) | Dữ liệu khí hậu của Valjevo (1981–2010, cực độ 1961–2010) | Dữ liệu khí hậu của Valjevo (1981–2010, cực độ 1961–2010) | Dữ liệu khí hậu của Valjevo (1981–2010, cực độ 1961–2010) | Dữ liệu khí hậu của Valjevo (1981–2010, cực độ 1961–2010) | Dữ liệu khí hậu của Valjevo (1981–2010, cực độ 1961–2010) | Dữ liệu khí hậu của Valjevo (1981–2010, cực độ 1961–2010) | Dữ liệu khí hậu của Valjevo (1981–2010, cực độ 1961–2010) |
| Tháng                                                     | 1                                                         | 2                                                         | 3                                                         | 4                                                         | 5                                                         | 6                                                         | 7                                                         | 8                                                         | 9                                                         | 10                                                        | 11                                                        | 12                                                        | Năm                                                       |
| --------------------------------------------------------- | --------------------------------------------------------- | --------------------------------------------------------- | --------------------------------------------------------- | --------------------------------------------------------- | --------------------------------------------------------- | --------------------------------------------------------- | --------------------------------------------------------- | --------------------------------------------------------- | --------------------------------------------------------- | --------------------------------------------------------- | --------------------------------------------------------- | --------------------------------------------------------- | --------------------------------------------------------- |
| Cao kỉ lục °C (°F)                                        | 23.3 (73.9)                                               | 25.4 (77.7)                                               | 30.0 (86.0)                                               | 31.8 (89.2)                                               | 35.4 (95.7)                                               | 37.7 (99.9)                                               | 42.4 (108.3)                                              | 40.8 (105.4)                                              | 38.1 (100.6)                                              | 32.7 (90.9)                                               | 28.3 (82.9)                                               | 23.8 (74.8)                                               | 42.4 (108.3)                                              |
| Trung bình ngày tối đa °C (°F)                            | 5.3 (41.5)                                                | 7.4 (45.3)                                                | 12.7 (54.9)                                               | 17.7 (63.9)                                               | 22.9 (73.2)                                               | 25.6 (78.1)                                               | 28.0 (82.4)                                               | 28.1 (82.6)                                               | 23.6 (74.5)                                               | 18.6 (65.5)                                               | 11.8 (53.2)                                               | 6.3 (43.3)                                                | 17.3 (63.1)                                               |
| Trung bình ngày °C (°F)                                   | 0.6 (33.1)                                                | 2.0 (35.6)                                                | 6.6 (43.9)                                                | 11.6 (52.9)                                               | 16.8 (62.2)                                               | 19.9 (67.8)                                               | 21.9 (71.4)                                               | 21.4 (70.5)                                               | 16.8 (62.2)                                               | 11.7 (53.1)                                               | 6.1 (43.0)                                                | 1.9 (35.4)                                                | 11.4 (52.5)                                               |
| Tối thiểu trung bình ngày °C (°F)                         | −3.2 (26.2)                                               | −2.3 (27.9)                                               | 1.5 (34.7)                                                | 5.8 (42.4)                                                | 10.6 (51.1)                                               | 13.9 (57.0)                                               | 15.6 (60.1)                                               | 15.3 (59.5)                                               | 11.1 (52.0)                                               | 6.4 (43.5)                                                | 1.7 (35.1)                                                | −1.7 (28.9)                                               | 6.2 (43.2)                                                |
| Thấp kỉ lục °C (°F)                                       | −28.4 (−19.1)                                             | −23.3 (−9.9)                                              | −16.3 (2.7)                                               | −7.0 (19.4)                                               | −1.4 (29.5)                                               | 3.4 (38.1)                                                | 5.9 (42.6)                                                | 3.2 (37.8)                                                | −2.4 (27.7)                                               | −6.1 (21.0)                                               | −15.3 (4.5)                                               | −21.0 (−5.8)                                              | −28.4 (−19.1)                                             |
| Lượng Giáng thủy trung bình mm (inches)                   | 49.9 (1.96)                                               | 44.6 (1.76)                                               | 57.9 (2.28)                                               | 59.9 (2.36)                                               | 72.1 (2.84)                                               | 110.2 (4.34)                                              | 71.0 (2.80)                                               | 70.7 (2.78)                                               | 65.3 (2.57)                                               | 62.9 (2.48)                                               | 62.7 (2.47)                                               | 60.6 (2.39)                                               | 787.7 (31.01)                                             |
| Số ngày giáng thủy trung bình (≥ 0.1 mm)                  | 14                                                        | 13                                                        | 13                                                        | 13                                                        | 14                                                        | 14                                                        | 10                                                        | 10                                                        | 10                                                        | 10                                                        | 12                                                        | 15                                                        | 146                                                       |
| Độ ẩm tương đối trung bình (%)                            | 82                                                        | 76                                                        | 70                                                        | 68                                                        | 68                                                        | 70                                                        | 67                                                        | 69                                                        | 74                                                        | 78                                                        | 80                                                        | 82                                                        | 74                                                        |
| Số giờ nắng trung bình tháng                              | 72.9                                                      | 93.2                                                      | 143.3                                                     | 172.8                                                     | 231.9                                                     | 250.6                                                     | 290.2                                                     | 267.9                                                     | 200.9                                                     | 149.6                                                     | 97.6                                                      | 61.4                                                      | 2.032,2                                                   |
| Nguồn: Republic Hydrometeorological Service of Serbia     |                                                           |                                                           |                                                           |                                                           |                                                           |                                                           |                                                           |                                                           |                                                           |                                                           |                                                           |                                                           |                                                           |

## Khu tự quản
Ngoài thành phố ra, khu tự quản Valjevo còn gồm các khu định cư sau:
| - Babina Luka - Bačevci - Balinović - Belić - Beloševac - Beomužević - Blizonje - Bobova - Bogatić - Brangović - Brankovina - Brezovice - Bujačić - Degurić - Divci - Divčibare - Donja Bukovica - Donje Leskovice - Dračić - Dupljaj - Gola Glava - Gorić - Gornja Bukovica - Gornja Grabovica - Gornje Leskovice - Jasenica | - Jazovik - Joševa - Jovanja - Klanica - Klinci - Kotešica - Kovačice - Kozličić - Kunice - Lelić - Loznica - Lukavac - Majinović - Mijači - Miličinica - Mrčić - Oglađenovac - Osladić - Paklje - Paune - Petnica - Popučke - Pričević - Prijezdić - Rabas - Rađevo Selo | - Ravnje - Rebelj - Rovni - Sandalj - Sedlari - Sitarice - Sovač - Stanina Reka - Stapar - Strmna Gora - Stubo - Sušica - Suvodanje - Taor - Tubravić - Tupanci - Valjevska Kamenica - Veselinovac - Vlaščić - Vragočanica - Vujinovača - Zabrdica - Zarube - Zlatarić - Žabari |